# Cap Tarkhankout
Le cap Tarkhankout (russe et ukrainien: Тарханку́т, tatar de Crimée : Tarhan Qut, Тархан Къут) est un cap situé en Crimée sur la péninsule du même nom à l'extrême ouest de la Crimée. Dans le guide édité par Maria Sosnogorova de 1871, il est appelé cap Ekiphorof.

## Nature
D'avril à octobre, le soleil brille et la température de l'eau peut atteindre en juillet-août 28° C. Il n'y a pas de rivières à proximité, c'est pourquoi l'eau y est d'une transparence cristalline.
Le phare de Tarkhankout se dresse au bout du cap et l'on trouve le petit hameau de Maïak (phare en russe) et à côté le village d'Olenivka. Le cap est plat, avec des plages de sable. La côte au nord-est et au sud-est du cap est escarpée et rocheuse.

## Histoire
Depuis l'antiquité, le cap a été le théâtre de nombreux naufrages.
Le 24 septembre 1786, un voilier de 66 canons fraîchement construit comme navire de ligne de la flotte impériale de la mer Noire du nom d'Alexandre faisait la traversée de Kherson à Sébastopol. Il s'est échoué à cause d'une erreur de calcul sur les rochers du cap. L'équipage a pu être sauvé.
Sur le chemin de Sébastopol à Odessa, le yacht impérial à roues Livadia  a heurté un récif par une nuit brumeuse du 21 au 22 octobre 1878, près du phare de Tarkhankout. Le Livadia est resté quarante-sept jours échoué sur les rochers. Après plusieurs tentatives infructueuses, les marins de la flotte de la mer Noire ont réussi à sauver le navire et à le ramener sur la côte. Le peintre Alexeï Bogolioubov a peint d'après cet événement Les Dernières minutes du yacht impérial «Livadia» en 1878.
Le vapeur à double pont Général Kotzebue a coulé en 1895 au large du cap Tarkhankout après être entré en collision avec un navire de transport de la flotte de la mer Noire, le Penderaklia. Le navire a été découvert au fond en 2015 à une profondeur de 40 mètres.
Juste à côté du cap Tarkhankout, des archéologues ont découvert à une profondeur de 40 mètres l'épave d'un bombardier allemand Heinkel de la Seconde Guerre mondiale.
Dans la soirée du 17 décembre 2010, le cargo Ibrahim Yakim (pavillon du Cambodge, équipage de quinze personnes, citoyens syriens et indiens) a rompu le mouillage et s'est échoué sur le cap. Il était en route de Nikolaïev vers la Turquie avec une cargaison de 5 500 tonnes de métal. La coque du navire, à moitié détruite par les tempêtes, reste échouée à ce jour.
Des concours de photographies de plongée sous-marine ont lieu tous les ans au cap. Le cap Tarkhankout est un endroit prisé pour les adeptes de la plongée sous-marine, de la planche à voile et du kitesurf.

## Photographies

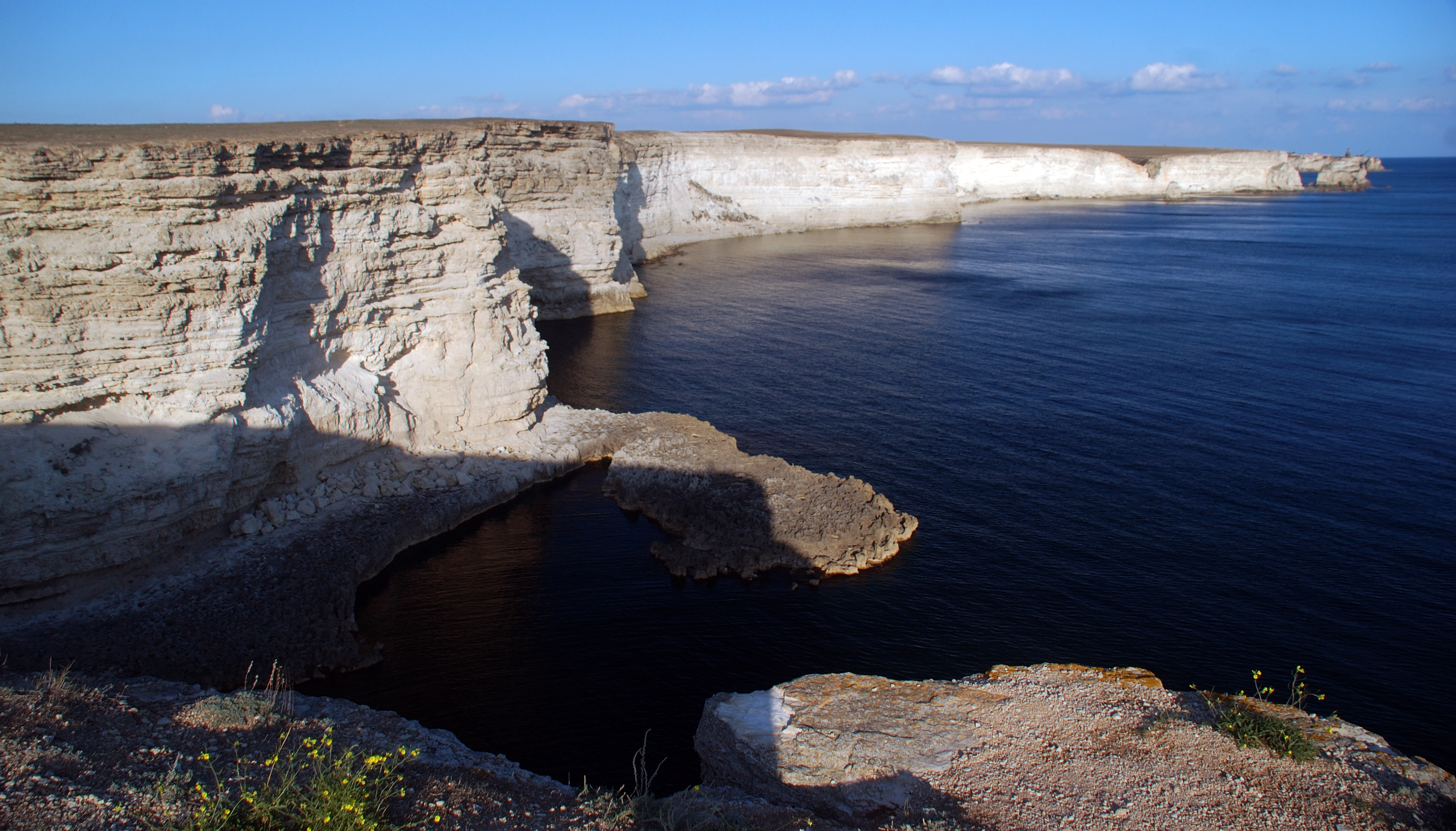
La côte d'Atlech.
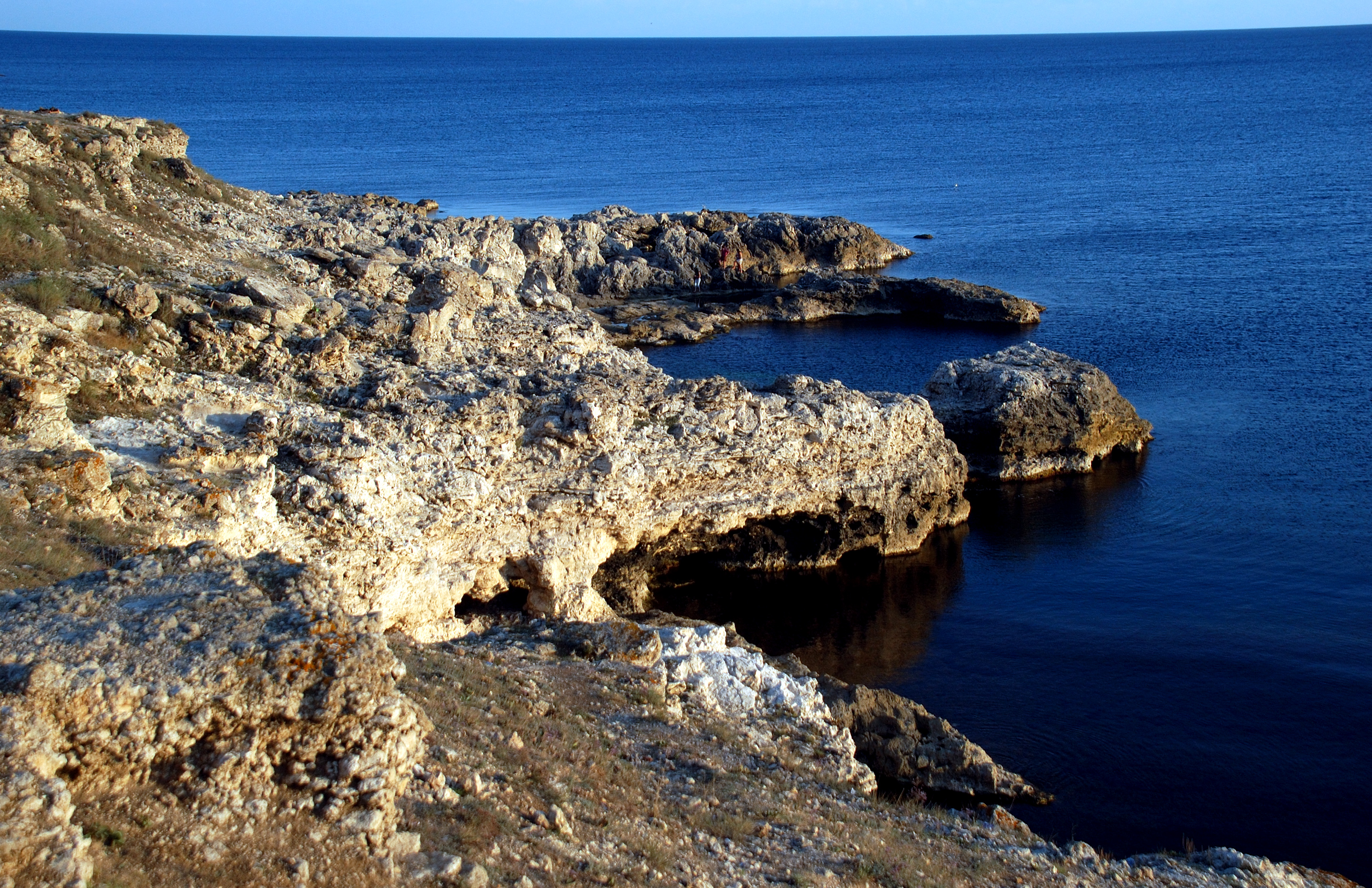
Rochers du côté d'Atlech.
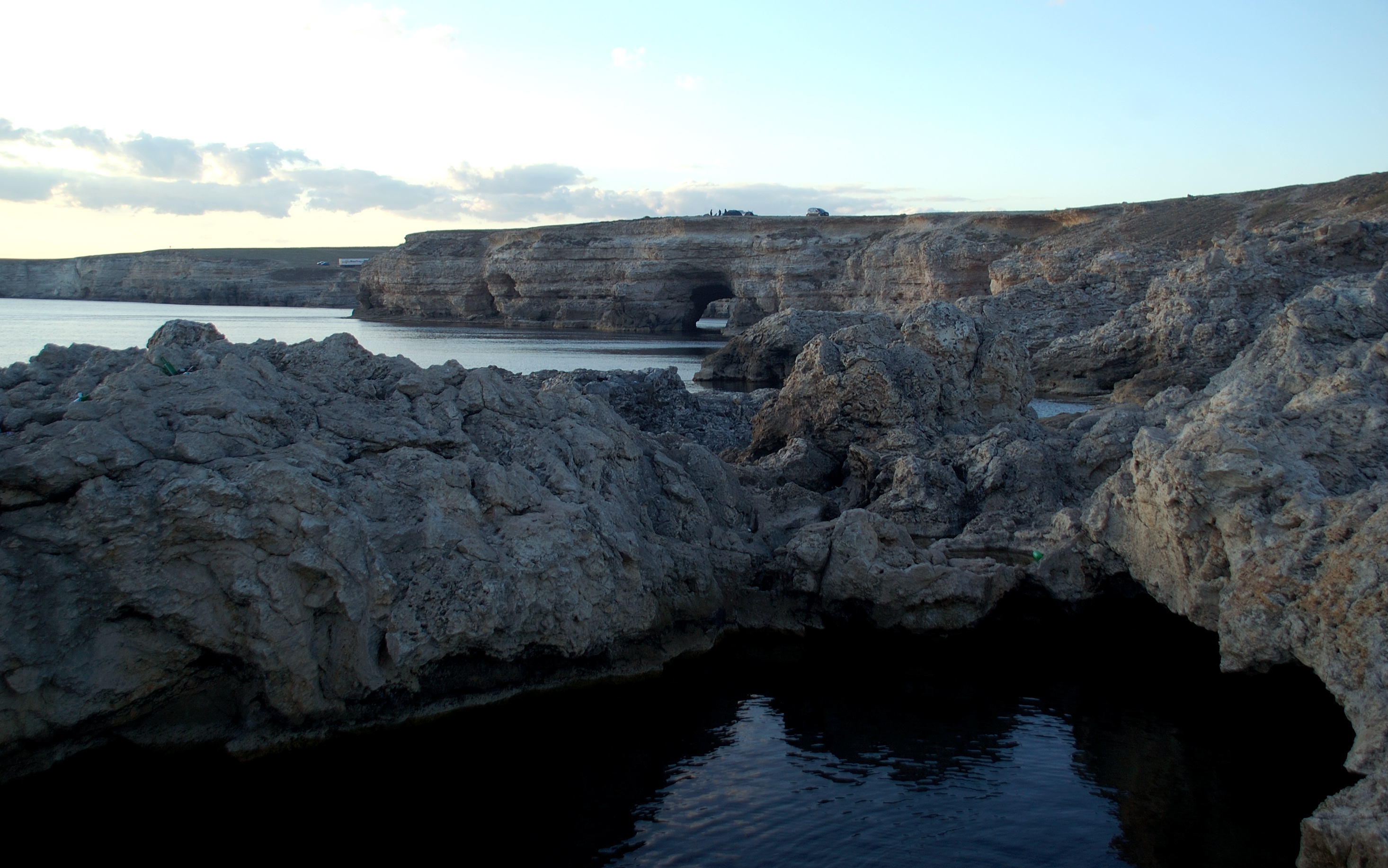
Atlech: lieu du tournage des Pirates du XXe siècle.
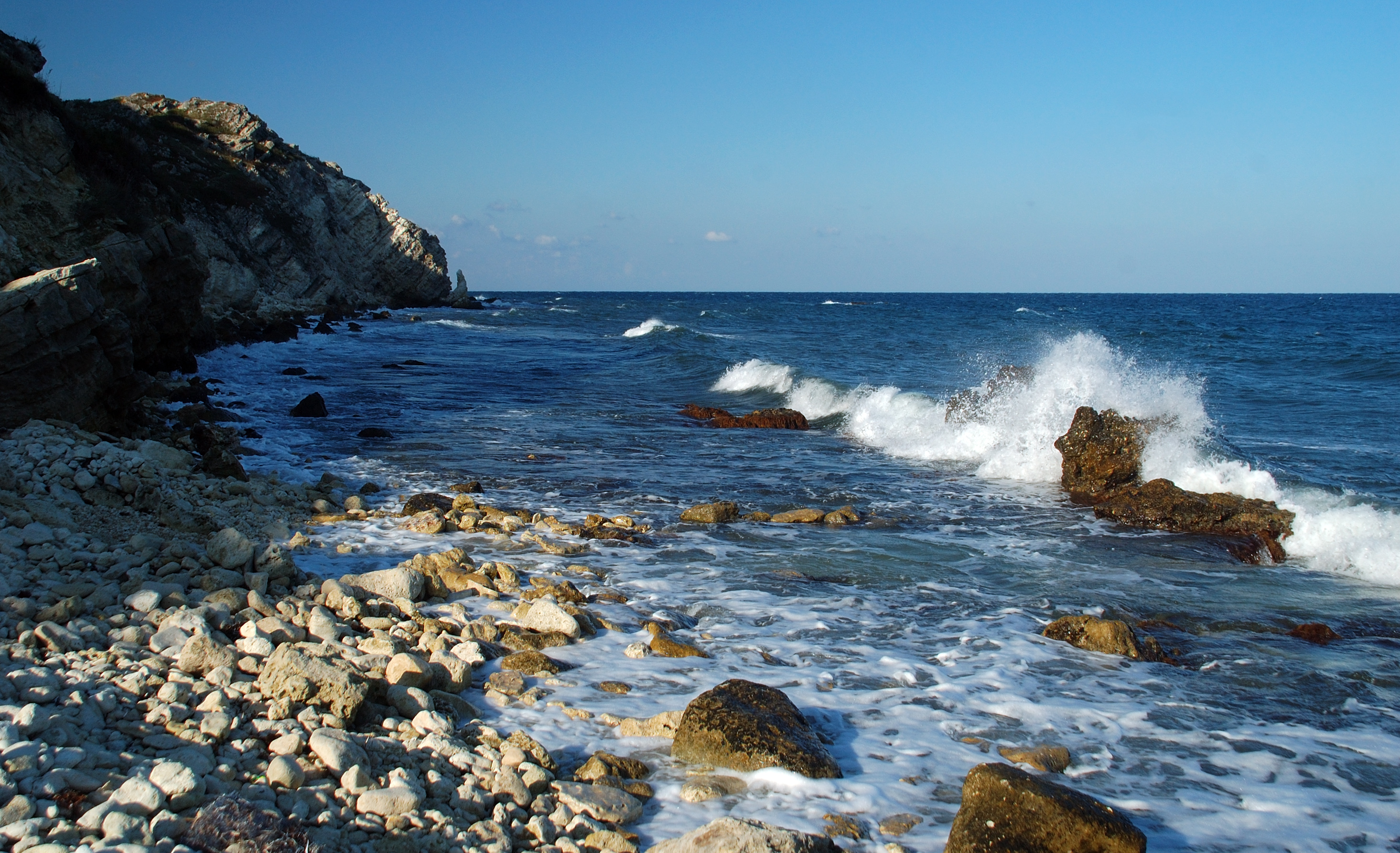
La côte de Djangoul
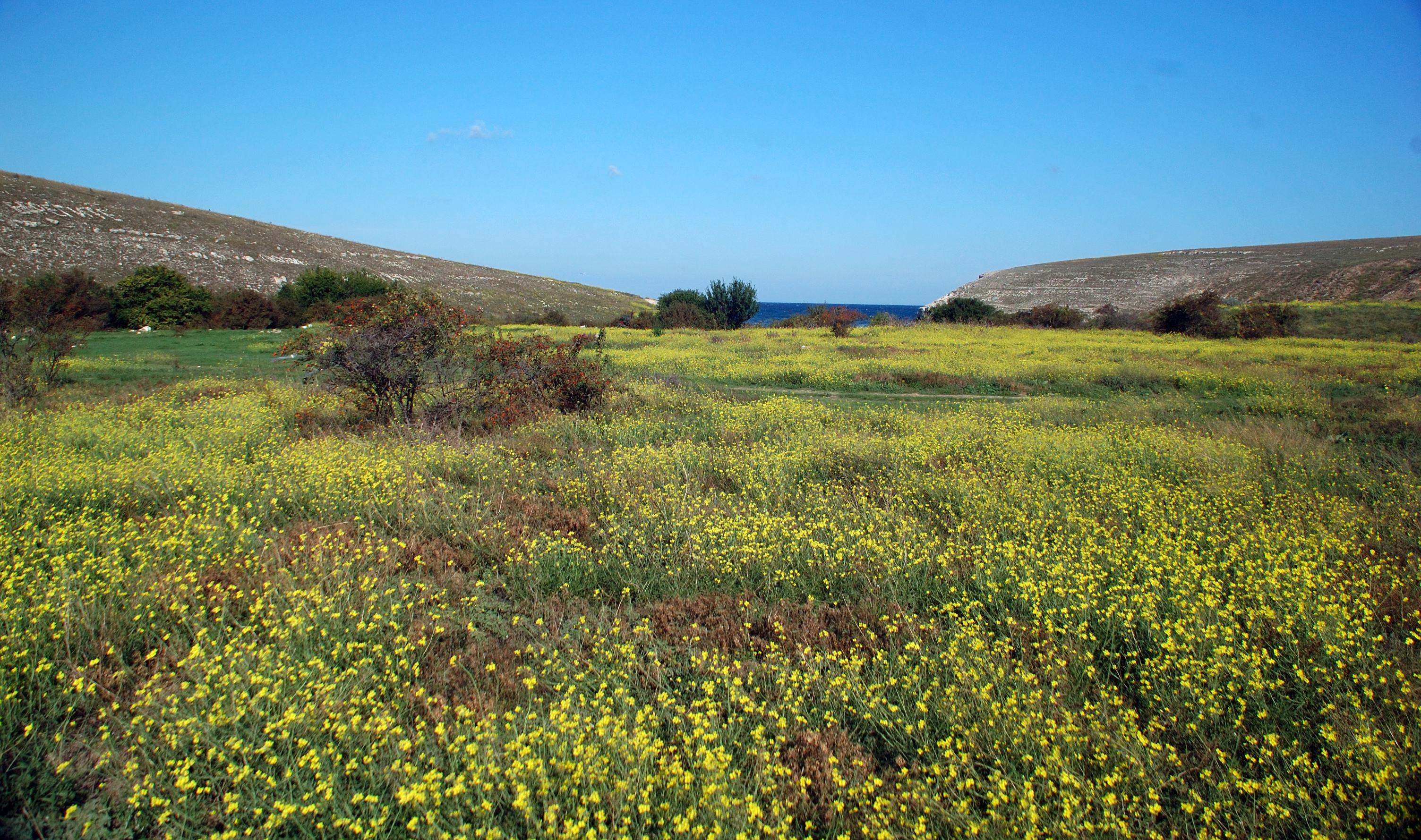
La baie de Mali Kibtchak